# مناشدة
المناشدة هي نداء لطلب المساعدة من أشخاص معروفة أو وزراء أو مسؤولين. وتكون المناشدة مكتوبة أو عن طريق التلفاز أو الراديو أو الوكالات الأخبارية.